# Orwell przewraca się w grobie
Orwell przewraca się w grobie – film dokumentalny z 2004 roku, którego reżyserem jest Robert Kane Pappas.

## Opis fabuły
Film poświęcony jest badaniu teraźniejszych i przeszłych relacji pomiędzy mediami, rządem i korporacjami, a także analizie możliwych konsekwencji konsolidacji rynku mediów. W filmie, odwołując się do powieści Rok 1984, wykazywano, że rzeczywistość przegoniła Orwellowską fikcję, w której nad społeczeństwem sprawowano kontrolę myśli, a która teraz jest możliwa za pośrednictwem mediów.
Według Joan Didion mass media nie relacjonują już wydarzeń (newsów), lecz zarządzają nimi, kształtując ich zawartość, decydując, co znajdzie się na czołówkach, a co zostanie dogodnie zignorowane, ostatecznie definiując strukturę, na bazie której większość innych zagadnień jest dyskutowana przez społeczeństwo. Jako przykład podawane jest twierdzenie, że od początku późnych lat 80. istnieje agenda napędzana przez główne korporacje mediowe dotycząca deregulacji rynku mediowego.